# 冯培恩
冯培恩（1943年10月—），男，浙江慈溪人，中国机械学家。

## 生平
1960年至1965年，就读于上海同济大学。
1965年至1980年，在机械部太原重型机械学院任教。
1981年至1986年，德国柏林工业大学任访问学者。1985年，获德国柏林工业大学博士学位。
1987年起，历任浙江大学副教授、教授、机械系副主任、机械系主任、浙江大学研究生院副院长、浙江大学副校长兼浙江大学机械设计研究所长。
1994年，加入九三学社。
他还担任浙江大学台州研究院院长。

## 职务

### 政治
- 九三学社第十届中央委员会常委
- 九三学社第十一届中央委员会副主席
- 九三学社第三、四届浙江省委员会副主任委员
- 九三学社第五届浙江省委员会主任委员
- 第九、十届全国政协常委
- 第七届浙江省政协常委
- 第八届浙江省人大代表
- 第九届浙江省政协副主席
- 中华海外联谊会常务理事

### 学术
- 联邦德国工程师协会会员
- 英国《工程设计》杂志国际编委
- 国际机器与机构理论学会中国委员会副主席*
- 中国工程机械学会副理事长
- 中国机械工程学会理事
- 浙江省机械工程学会副理事长